# Amigo
A.Mi.Go (Amigo) (kor. 아.미.고 (Amigo)) – singel południowokoreańskiej grupy SHINee, wydany cyfrowo na iTunes 31 października 2008 roku w Korei Południowej. Singel promował pierwszy album repackage Amigo. Osiągnął 5 pozycję na liście Gaon Chart.
„Amigo”, oprócz znaczenia „przyjaciel” w języku hiszpańskim, jest to także skrót od koreańskiego wyrażenia: „Areumdaun minyeoreul johahamyeon gosaenghanda” (kor. 아름다운 미녀를 좋아하면 고생한다, pl. Jeśli kochasz piękne kobiety, będziesz cierpieć).
Utwór został nagrany ponownie w języku japońskim i znalazł się na pierwszym japońskim albumie THE FIRST.

## Lista utworów
| Nr | Tytuł                             | Słowa         | Muzyka                                                    | Czas |
| -- | --------------------------------- | ------------- | --------------------------------------------------------- | ---- |
| 1. | "A.Mi.Go" (kor. 아.미.고 (Amigo)) | Yoo Young-jin | JV, Sean Alexander, Gabe Lopez, Rebel (Xperimental Music) | 2:58 |